# Giennadij Lenkowski
Giennadij Iwanowicz Lenkowski, ros. Геннадий Иванович Ленковский (ur. 1 stycznia 1953 w Czelabińsku) – rosyjski hokeista, trener hokejowy.

## Kariera
- Stroitiel Karaganda (1972-1975)
- Mietałłurg Czelabińsk (1975/1976)
- Stroitiel Tiemirtau (1976-1979)
- Traktor Czelabińsk (1977/1978, 1878/1979)
- Stroitiel Tiemirtau (1978-1979)
- Dinamo Mińsk (1979-1983)
- Stroitiel Tiemirtau (1983-1985)
- SzWSM Mińsk (1986-1988)
- Wympieł Mińsk (1988-1991)

Występował w radzieckiej pierwszej i drugiej lidze. Ponadto grał w zespołach w Kazachskiej SRR. Pod koniec kariery grał w klubach mistrzostwa Białoruskiej SRR, w tym w mińskim Dinamie. W sezonie II ligi polskiej 1991/1992 został zaangażowany do pracy z grupami młodzieżowymi w klubie STS Sanok.

## Sukcesy
Klubowe
- Złoty medal wyższej ligi: 1980 z Dinamem Mińsk
- Brązowy medal mistrzostwa Białoruskiej SRR: 1989 z Wympiełem Mińsk
- Srebrny medal mistrzostwa Białoruskiej SRR: 1991 z Wympiełem Mińsk